# Škoda Rapid (Índia)
O Škoda Rapid é um sedã do segmento B produzido pela Škoda India, subsidiária do fabricante tcheco Škoda Auto, exclusivamente para o mercado indiano, lançado em novembro de 2011. Apresenta um design frontal semelhante ao da segunda geração do Škoda Fabia, mas é não diretamente relacionado a ele, sendo o Rapid baseado na plataforma PQ25 mais recente do Grupo Volkswagen.
O nome "Rapid" foi usado anteriormente na década de 1930 para o Rapid (Type 901) e na década de 1980 para o cupê Rapid com motor traseiro. Hoje, o Rapid é usado em vários automóveis: sedãs e hatchbacks maiores da Europa, sedãs menores da Índia e da China.